# Rome (departement)
Rome was een departement van het Franse Keizerrijk van Napoleon. Het departement werd gevormd op 15 juli 1809 toen de Kerkelijke Staat door Frankrijk geannexeerd werd. Bij de annexatie van de Kerkelijke Staat werd ook een tweede departement gevormd, Trasimène, vernoemd naar het Trasimeense Meer.
Het departement Rome heette oorspronkelijk het département du Tibre (naar de rivier Tiber) maar werd op 17 februari 1810 hernoemd naar Rome, de préfecture (hoofdstad) van het departement. Het departement werd eerst bestuurd door de Franse generaal Miollis, maar hij werd na korte tijd vervangen als gouverneur door graaf Camille de Tournon.
Rome bestond in 1812 uit de volgende arrondissementen:
- Rome
- Frosinone
- Rieti
- Tivoli
- Velletri
- Viterbo

Napoleon beschouwde Rome als tweede hoofdstad van zijn rijk (na Parijs) en bepaalde dat toekomstige keizers in zowel Parijs als Rome zouden worden gekroond. Hij verleende zijn zoon en troonopvolger Napoleon II de eretitel "koning van Rome". Tijdens de napoleontische periode kreeg Rome voor het eerst straatverlichting en een brandweerkorps. De Inquisitie werd afgeschaft en Joodse inwoners kregen burgerrechten en mochten zich weer buiten het getto begeven.
Na de val van Napoleon in 1814 werd het departement opgeheven en werd de Kerkelijke Staat weer hersteld.